# 慈眼寺 (藤沢市)

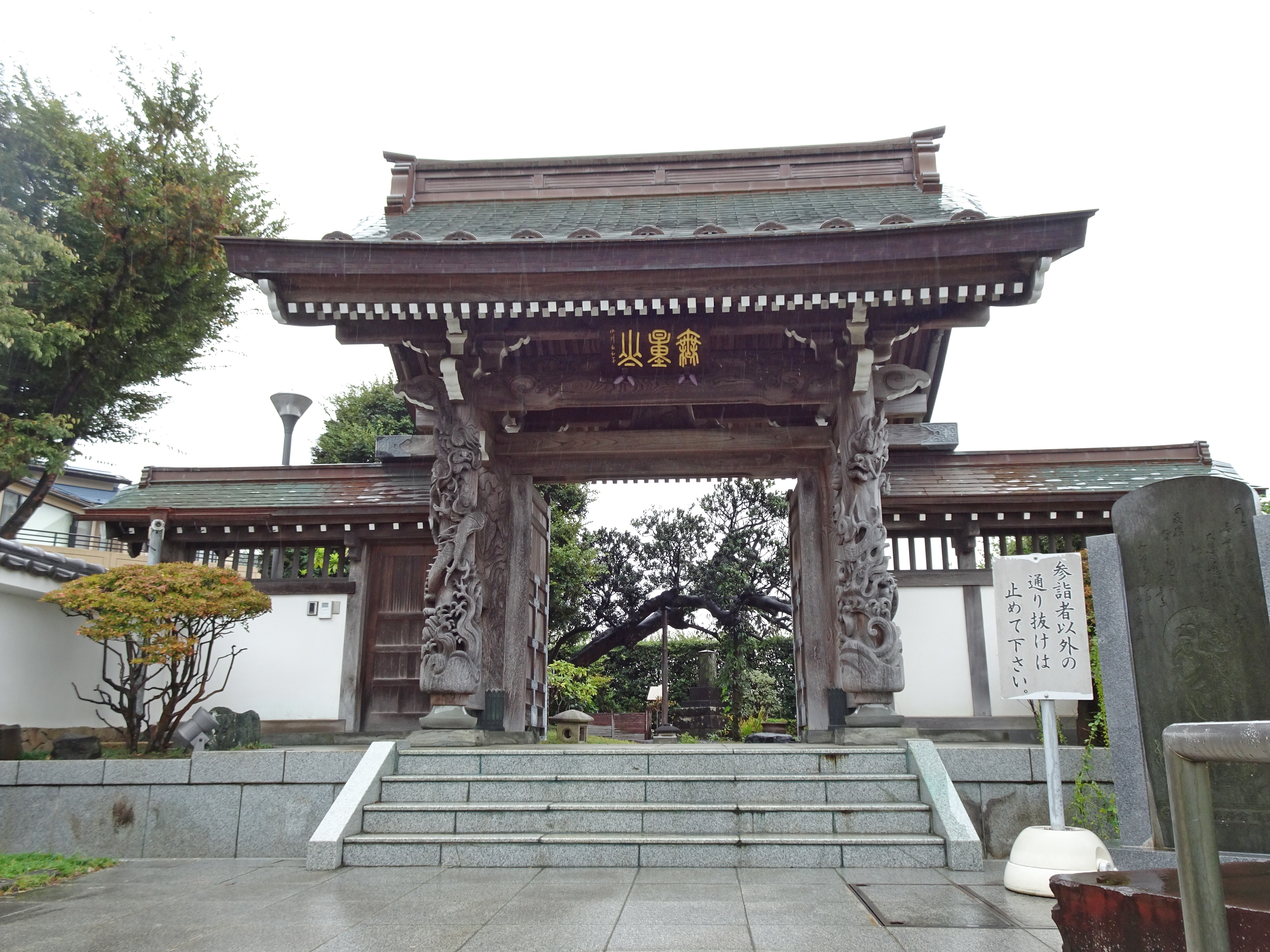
山門

慈眼寺（じげんじ、じがんじ）は神奈川県藤沢市にある曹洞宗の寺院。山号は無量山。

## 歴史
韓嶺の開山、北条綱成の開基により天文年間（1532年 - 1555年）頃に創建した。

## 本尊
- 木造十一面観世音菩薩立像 - 像高178.5センチメートル、蓮華を左手に持つ通常相、鎌倉時代の作。[3]

## 所在地情報
所在地
- 神奈川県藤沢市渡内648番

交通
- バス
  - 慈眼寺（神奈川中央交通）

- 道路
  - 神奈川県道302号小袋谷藤沢線

## 文化財

### 藤沢市指定
- 本尊 - 彫刻、木造十一面観世音菩薩立像。
- 旧・江島寺梵鐘 - 工芸品、寛永6年（1629年）金亀山江之島寺（江島神社）の梵鐘として鋳物師の酒巻庄五郎定勝により鋳造され、明和8年（1771年）江之島寺の鐘が再鋳されたので請来した梵鐘。総高100.5センチメートル、口径54.0センチメートル、身高80.3センチメートル。[4]
- 混成樹 - 天然記念物、寄り木。